# Stanislas Lépine
Stanislas Victor Edouard Lépine (Caen, 1835 — Paris, 1892) foi um pintor e desenhista francês. De uma família de artistas.
Aluno de Corot e artista próximo dos impressionistas, foi eminentemente um pintor de Paris e do rio Sena. Tinha predileção pela modernidade, pela representação de certa ideia de progresso, estética especialmente cara à sociedade de fin de siècle. Sua fatura era geralmente rápida, com recurso a paleta cromática brilhante, onde triunfam sobretudo os brancos luminosos.